# Трещена стена
Трещена стена (на македонска литературна норма: Трештена Стена) е археологически обект, енеолитно селище, разположено край мариовското село Манастир, Република Северна Македония.

## Местоположение
Трещена стена се намира в землището на село Манастир, на около 1 km западно от коритото на Църна река, тоест на около 5 km югоизточно от село Крушевица, на стария път за селото Чанище. Представлява доминиращ купест скалист връх, ориентиран в посока запад-изток, с по-малко отклонение на югозапад и видим от голямо разстояние.

## Описание
В 2001 година при сондажни археологически разкопки е установено, че на това място е съществувало праисторическо селище през каменно-медната епоха (енеолита). От 2003 година започват системни разкопки.
Селището е имало един културен пласт с поне шест жилищни хоризонта. Животът протича непрекъснато, тъй като няма стерилни междинни слоеве. Във всички хоризонти е очевидно възникването на големи пожари, при които сградите вероятно са били напълно унищожавани. Реконструкцията на селището в отделните фази от съществуването му е извършвана така, че сградите от по-младите хоризонти са издигнати върху руините на по-старите сгради. Според правилата между културните хоризонти се наблюдава пласт от компактна жълтеникава глинеста почва, която вероятно представлява заравняване на терена. Най-много данни за начина на изграждане на сградите и инвентара им има за IV хоризонт, докато за останалите хоризонти се правят изводи само въз основа на откритите ями от колове.